# Kayangel
Kayangel est l'un des seize États qui forment les Palaos. D'une superficie de 3 km2, il est peuplé de 188 habitants.